# Palmarès dell'AFP Giovinazzo
L'AFP Giovinazzo nella sua storia in ambito nazionale si è aggiudicato un campionato italiano; è arrivato secondo classificato per due volte (1977, 1979) e terzo classificato una volta (1981-1982); ha disputato anche sei finali di Coppa Italia senza riuscire tuttavia a vincere il trofeo.
In ambito internazionale ha vinto una Coppa delle Coppe (prima squadra italiana a vincere un trofeo continentale in assoluto). Vanta anche una sconfitta in finale in Coppa dei Campioni (1980-1981), una in Coppa CERS (1982-1983) e una in Supercoppa d'Europa (1980-1981).

## Competizioni ufficiali

1980: Pino Marzella bacia sua madre dopo la vittoria in Coppa delle Coppe

7 trofei

### Competizioni nazionali
1 trofeo
- Campionato italiano: 1

1979-1980

### Competizioni internazionali
1 trofeo
- Coppa delle Coppe: 1

1979-1980

### Altre competizioni
5 trofei
- Campionato italiano di serie B/A2: 5

1983-1984, 1990-1991, 1993-1994, 2006-2007, 2022-2023

## Altri piazzamenti

### Competizioni nazionali
- Campionato italiano:

2º posto: 1977, 1979
3º posto: 1981-1982, 2011-2012
- Coppa Italia:

Finale: 1974, 1977, 1978, 1981-1982, 1982-1983, 1983-1984
Semifinale: 1975, 1976, 1979-1980, 1980-1981, 1984-1985

### Competizioni internazionali
- Coppa dei Campioni/Champions League/Eurolega:

Finale: 1980-1981
- Supercoppa d'Europa/Coppa Continentale

Finale: 1980-1981
- Coppa CERS/WSE

Finale: 1982-1983